# Caravia Baja
Caravia Baja (en asturiano y oficialmente, Caravia La Baxa) es una de las dos parroquias del concejo de Caravia, en el Principado de Asturias (España).
La parroquia tiene una extensión de 5,31 km² y una población de 248 habitantes (2008).

## Entidades de población
Según el nomenclátor de  2008 comprende las poblaciones de:
- Carrales (casería): 25 habitantes
- Los Duesos (lugar): 146 habitantes
- Duyos (aldea): 57 habitantes
- La Espasa (lugar): 16 habitantes
- Valle	(casería): 4 habitantes